# 日高育成牧場
日高育成牧場（ひだかいくせいぼくじょう）は、北海道浦河郡浦河町にある日本中央競馬会 （JRA） の競走馬育成および生産を行う施設である。JRAによる育成牧場はほかにもJRA宮崎育成牧場（旧宮崎競馬場）が存在する。

## 概要

### 競走馬の育成
2004年まで、JRAでは馬主助成制度として抽せん馬制度が存在していた。JRAがセリ市で購買した幼駒（1歳）を育成し、デビュー前に登録馬主に対して抽選で頒布するというものである。本施設は、その購買馬の育成を行っていた。
抽せん馬制度がJRA育成馬制度に変わった現在（2011年）は、トレーニングセール（JRAブリーズアップセールなど）への上場を行う1歳馬を本施設で育成している。調査・研究などを目的として競走馬の生産も行っており、ここにて生産された競走馬は「JRAホームブレッド」として育成、売却され、2011年から競走に出走している。

### 施設
1504.8ヘクタールの敷地の中に、広大な馬場を多数持つ。栗東、美浦両トレーニングセンターでも採用されている坂路もある。また、研究棟や診療所もあり、必要な設備はひと通りそろっている。
なお、敷地の大半を占める調教施設については財団法人軽種馬育成調教センター （BTC） に運営を委託しており、JRAが直接運営するのは、JRAが購入した1歳馬を育成するための厩舎などごく一部となっている。このため、単に「日高育成牧場」と呼ぶ場合には、調教施設などBTCの管理部分をのぞいた部分を指すことがある。

## おもな育成馬
- 抽せん馬として
  - ファイブホープ（牝、1978年優駿牝馬（オークス））
  - イソノルーブル（牝、1991年優駿牝馬）
  - ジョウテンブレーヴ（牡、2001年マイラーズカップ）
- JRA育成馬として
  - ダイワパッション（牝、2006年フィリーズレビュー）
  - セイウンワンダー（牡、2008年朝日杯フューチュリティステークス）
  - エイシンオスマン（牡、2011年ニュージーランドトロフィー）

## おもな繋養馬
- マイネルホウオウ
- グランドシチー
- ジェベルムーサ
- エポワス
- モンストール
- マルカフリート
- セイウンワンダー

## 撮影・ロケ地として
- 映画「北の零年」（2005年公開）で、主人公が大地に鍬を入れるラストシーンが撮影された[3]。